# Pedro Serrano
Pedro Serrano(Sevilla, ca.1510-S.XVI) fue un capitán español que en 1526 sobrevivió, junto con otro compañero, al naufragio de un patache español en un banco de arena del Mar Caribe, llamado ahora Banco Serrana en su honor, situado en la latitud 14º 20' N y longitud 80º 25' O, a 130 millas náuticas de las islas de San Andrés, en territorio colombiano. Finalmente, de los dos náufragos, tan sólo Pedro Serrano llegó a ser rescatado en 1534, ocho años después del naufragio.

## La historia de Pedro Serrano
Nació en el seno de una familia modesta; se crió en los muelles del Guadalquivir.
Parece ser que en 1526, un fuerte temporal sorprendió a un patache español que navegaba de La Habana a Cartagena de Indias, pereciendo en el hundimiento toda la tripulación, con la excepción del capitán del barco, Pedro Serrano, que logró llegar a un inhóspito banco de arena con apenas vegetación y sin fuentes de agua dulce.
Lo que siguió al naufragio fue una auténtica odisea, ya que su alimentación era fundamentalmente de pájaros y peces, y bebiendo muy a menudo sangre de tortugas marinas como suplemento al agua de lluvia que de vez en cuando podía recoger. Fue fundamental la idea de utilizar caparazones de moluscos, tortugas y un pequeño depósito, que pudo construir con los restos del naufragio, para almacenar el agua. 
Cuando ya llevaba tres años viviendo en el banco de arena, recibió la visita de otro sobreviviente de otro naufragio, que había llegado hasta la orilla en un pequeño bote.
Pedro Serrano y su nuevo acompañante quedaron totalmente aislados, en la más profunda soledad durante los cinco años siguientes. El banco ni siquiera estaba entonces situado en las cartas marinas.
Como el banco estaba desprovisto de cualquier refugio, los dos náufragos construyeron durante su larga odisea una pequeña torre a base de rocas y corales, que además de refugio contra los vientos reinantes les sirvió para efectuar señales de humo a partir del fuego que encendían de vez en cuando con los restos de naufragios que iban llegando a la playa. Hoy resulta increíble la capacidad de supervivencia de estos dos hombres, que jamás se dieron por vencidos.
Finalmente, en 1534, la tripulación de un galeón que iba a La Habana desde Cartagena de Indias divisó las señales de humo que los náufragos hacían desde su banco de arena. Enviaron un bote para socorrerles y los llevaron al galeón.
Tristemente, el compañero de desgracias de Serrano durante cinco años falleció al poco tiempo de haber embarcado en el galeón. Ni siquiera llegó a divisar tierra firme después de ser rescatado.
La suerte fue muy distinta para Pedro Serrano, quien consiguió regresar a España para comenzar una nueva vida que le dio fama y dinero y le convirtió en un personaje famoso no solo en la Corte Española, sino también en el resto de Europa, debido a los muchos viajes que hizo para narrar sus peripecias en las reuniones de la alta sociedad.
Antes de fallecer, Pedro Serrano dejó constancia de las penalidades sufridas en la compañía del otro náufrago en unos documentos que muestran al leerlos la angustia y el sufrimiento interminables, producto del abandono más absoluto a su suerte. Su relato se encuentra hoy día en el Archivo General de Indias, en Sevilla.
El banco de arena en el que Pedro Serrano y su compañero vivieron su desgracia, ha permanecido relativamente inalterado hasta nuestros días. Fue ocupado por marines estadounidenses durante el conflicto con Cuba. Parece ser que durante los años 1990 unos aventureros estadounidenses que visitaban Banco Serrana localizaron la torre de rocas que habían construido los náufragos españoles, así como los restos de muchos de los utensilios utilizados por estos para su supervivencia. También buscaron tesoros, aunque en el relato de Serrano lógicamente no existen alusiones a ningún tesoro.

## Comentarios de Garcilaso de la Vega
El Inca Garcilaso de la Vega, en su libro Comentarios Reales de los Incas (1609), narra el relato sobre las peripecias de Pedro Serrano:

La isla Serrana, que está en el viaje de Cartagena a La Habana, se llamó así por un español llamado Pedro Serrano, cuyo navío se perdió cerca de ella, y él solo escapó nadando, que era grandísimo nadador, y llegó a aquella isla, que es despoblada, inhabitable, sin agua ni leña, donde vivió siete años con industria y buena maña que tuvo para tener leña y agua y sacar fuego (es un caso historial de grande admiración, quizá lo diremos en otra parte), de cuyo nombre llamaron la Serrana aquella isla y Serranilla a otra que está cerca de ella, por diferenciar la una de la otra. [...]

Será bien, antes que pasemos adelante, digamos aquí el suceso de Pedro Serrano que atrás propusimos, porque no esté lejos de su lugar y también porque este capítulo no sea tan corto.
Pedro Serrano salió a nado a aquella isla desierta que antes de él no tenía nombre, la cual, como él decía, tenía dos leguas en contorno; casi lo mismo dice la carta de marear, porque pinta tres islas muy pequeñas, con muchos bajíos a la redonda, y la misma figura le da a la que llaman Serranilla, que son cinco isletas pequeñas con muchos más bajíos que la Serrana, y en todo aquel paraje los hay, por lo cual huyen los navíos de ellos, por caer en peligro.
A Pedro Serrano le cupo en suerte perderse en ellos y llegar nadando a la isla, donde se halló desconsoladísimo, porque no halló en ella agua ni leña ni aun yerba que poder pacer, ni otra cosa alguna con que entretener la vida mientras pasase algún navío que de allí lo sacase, para que no pereciese de hambre y de sed, que le parecían muerte más cruel que haber muerto ahogado, porque es más breve. Así pasó la primera noche llorando su desventura, tan afligido como se puede imaginar que estaría un hombre puesto en tal extremo.
Luego que amaneció, volvió a pasear la isla; halló algún marisco que salía de la mar, como son cangrejos, camarones y otras sabandijas, de las cuales cogió las que pudo y se las comió crudas porque no había candela donde asarlas o cocerlas.
Así se entretuvo hasta que vio salir tortugas; viéndolas lejos de la mar, arremetió con una de ellas y la volvió de espaldas; lo mismo hizo de todas las que pudo, que para volverse a enderezar son torpes, y sacando un cuchillo que de ordinario solía traer en la cinta, que fue el medio para escapar de la muerte, degolló y bebió la sangre en lugar de agua; lo mismo hizo de las demás; la carne puso al sol para comerla hecha tasajos y para desembarazar las conchas, para coger agua en ellas de la llovediza, porque toda aquella región, como es notorio, es muy lluviosa.
De esta manera se sustentó los primeros días con matar todas lar tortugas que podía, y algunas había tan grandes y mayores que las mayores adargas, y otras como rodelas y como broqueles, de manera que las había de todos tamaños. Con las muy grandes no se podía valer para volverlas de espaldas porque le vencían de fuerzas, y aunque subía sobre ellas para cansarlas y sujetarlas, no le aprovechaba nada, porque con él a cuestas se iban a la mar, de manera que la experiencia le decía a cuáles tortugas había de acometer y a cuáles se había de rendir. En las conchas recogió mucha agua, porque algunas había que cabían a dos arrobas y de allí abajo.
Viéndose Pedro Serrano con bastante recaudo para comer y beber, le pareció que si pudiese sacar fuego para siquiera asar la comida, y para hacer ahumadas cuando viese pasar algún navío, que no le faltaría nada.
Con esta imaginación, como hombre que había andado por la mar, que cierto los tales en cualquier trabajo hacen mucha ventaja a los demás, dio en buscar un par de guijarros que le sirviesen de pedernal, porque del cuchillo pensaba hacer eslabón, para lo cual, no hallándolos en la isla porque toda ella estaba cubierta de arena muerta, entraba en la mar nadando y se zambullía y en el suelo, con gran diligencia, buscaba ya en unas partes, ya en otras lo que pretendía.
Y tanto porfió en su trabajo que halló guijarros y sacó los que pudo, y de ellos escogió los mejores, y quebrando los unos con los otros, para que tuviesen esquinas donde dar con el cuchillo, tentó su artificio y, viendo que sacaba fuego, hizo hilas de un pedazo de la camisa, muy desmenuzadas, que parecían algodón carmenado, que le sirvieron de yesca, y, con su industria y buena maña, habiéndolo porfiado muchas veces, sacó fuego.
Cuando se vio con él, se dio por bienandante, y, para sustentarlo, recogió las horruras que la mar echaba en tierra, y por horas las recogía, donde hallaba mucha yerba que llaman ovas marinas y madera de navíos que por la mar se perdían y conchas y huesos de pescados y otras cosas con que alimentaba el fuego. Y para que los aguaceros no se lo apagasen, hizo una choza de las mayores conchas que tenía de las tortugas que había muerto, y con grandísima vigilancia cebaba el fuego por que no se le fuese de las manos.
Dentro de dos meses, y aun antes, se vio como nació, porque con las muchas aguas, calor y humedad de la región, se le pudrió la poca ropa que tenía. El sol, con su gran calor, le fatigaba mucho, porque ni tenía ropa con que defenderse ni había sombra a que ponerse; cuando se veía muy fatigado se entraba en el agua para cubrirse con ella.
Con este trabajo y cuidado vivió tres años, y en este tiempo vio pasar algunos navíos, mas aunque él hacía su ahumada, que en la mar es señal de gente perdida, no echaban de ver en ella, o por el temor de los bajíos no osaban llegar donde él estaba y se pasaban de largo, de lo cual Pedro Serrano quedaba tan desconsolado que tomara por partido el morirse y acabar ya. Con las inclemencias del cielo le creció el vello de todo el cuerpo tan excesivamente que parecía pellejo de animal, y no cualquiera, sino el de un jabalí; el cabello y la barba le pasaba de la cintura.
Al cabo de los tres años, una tarde, sin pensarlo, vio Pedro Serrano un hombre en su isla, que la noche antes se había perdido en los bajíos de ella y se había sustentado en una tabla del navío y, como luego que amaneció viese el humo del fuego de Pedro Serrano, sospechando lo que fue, se había ido a él, ayudado de la tabla y de su buen nadar.
Cuando se vieron ambos, no se puede certificar cuál quedó más asombrado de cuál. Serrano imaginó que era el demonio que venía en figura de hombre para tentarle en alguna desesperación. El huésped entendió que Serrano era el demonio en su propia figura, según lo vio cubierto de cabellos, barbas y pelaje. Cada uno huyó del otro, y Pedro Serrano fue diciendo: “¡Jesús, Jesús, líbrame, Señor, del demonio!”.
Oyendo esto se aseguró el otro, y volviendo a él, le dijo: “No huyáis hermano de mí, que soy cristiano como vos”, y para que se certificase, porque todavía huía, dijo a voces el Credo, lo cual oído por Pedro Serrano, volvió a él, y se abrazaron con grandísima ternura y muchas lágrimas y gemidos, viéndose ambos en una misma desventura, sin esperanza de salir de ella.
Cada uno de ellos brevemente contó al otro su vida pasada. Pedro Serrano, sospechando la necesidad del huésped, le dio de comer y de beber de lo que tenía, con que quedó algún tanto consolado, y hablaron de nuevo en su desventura. Acomodaron su vida como mejor supieron, repartiendo las horas del día y de la noche en sus menesteres de buscar mariscos para comer y ovas y leña y huesos de pescado y cualquiera otra cosa que la mar echase para sustentar el fuego, y sobre todo la perpetua vigilia que sobre él habían de tener, velando por horas, por que no se les apagase.
Así vivieron algunos días, mas no pasaron muchos que no riñeron, y de manera que apartaron rancho, que no faltó sino llegar a las manos (por que se vea cuán grande es la miseria de nuestras pasiones). La causa de la pendencia fue decir el uno al otro que no cuidaba como convenía de lo que era menester; y este enojo y las palabras que con él se dijeron los descompusieron y apartaron. Mas ellos mismos, cayendo en su disparate, se pidieron perdón y se hicieron amigos y volvieron a su compañía, y en ella vivieron otros cuatro años.
En este tiempo vieron pasar algunos navíos y hacían sus ahumadas, mas no les aprovechaba, de que ellos quedaban tan desconsolados que no les faltaba sino morir.
Al cabo de este largo tiempo, acertó a pasar un navío tan cerca de ellos que vio la ahumada y les echó el batel para recogerlos. Pedro Serrano y su compañero, que se había puesto de su mismo pelaje, viendo el batel cerca, por que los marineros que iban por ellos no entendiesen que eran demonios y huyesen de ellos, dieron en decir el Credo y llamar el nombre de Nuestro Redentor a voces, y valióles el aviso, que de otra manera sin duda huyeran los marineros, porque no tenían figura de hombres. Así los llevaron al navío, donde admiraron a cuantos los vieron y oyeron sus trabajos pasados.
El compañero murió en la mar viniendo a España. Pedro Serrano llegó acá y pasó a Alemania, donde el Emperador estaba entonces: llevó su pelaje como lo traía, para que fuese prueba de su naufragio y de lo que en él había pasado. Por todos los pueblos que pasaba a la ida (si quisiera mostrarse) ganara muchos dineros.
Algunos señores y caballeros principales, que gustaron de ver su figura, le dieron ayudas de costa para el camino, y la Majestad Imperial, habiéndolo visto y oído, le hizo merced de cuatro mil pesos de renta, que son cuatro mil y ochocientos ducados en el Perú. Yendo a gozarlos, murió en Panamá, que no llegó a verlos.

Todo este cuento, como se ha dicho, contaba un caballero que se decía Garci Sánchez de Figueroa (a quien yo se lo oí) que conoció a Pedro Serrano. Y certificaba que se lo había oído a él mismo, y que después de haber visto al Emperador se había quitado el cabello y la barba y dejádola poco más corta que hasta la cintura, y para dormir de noche se la entrenzaba, porque no entrenzándola se tendía por toda la cama y le estorbaba el sueño.
Inca Garcilaso de la Vega. Comentarios Reales de los Incas, Tomo I. Edición, índice analítico y glosario de Carlos Araníbar. Lima - México, D. F.: Fondo de Cultura Económica - Colección Historia, 1991, Libro Primero, Capítulos VII-VIII, pp. 23-28.

## Pedro Serrano y Robinson Crusoe
Daniel Defoe, escritor inglés nacido en 1661 y autor de Las Aventuras de Robinson Crusoe, tuvo durante su vida una época en la que se dedicó a negocios que le llevaron a España y a Francia, lo que le dio la oportunidad de conocer con detalle la historia de Pedro Serrano, que todavía casi dos siglos después seguía siendo recordada. Los últimos estudios sobre Las Aventuras de Robinson Crusoe y su autor señalan que la obra que Daniel Defoe terminó de escribir en 1719, se basaba fundamentalmente en la historia real de Serrano, en alternancia con las situaciones vividas por otro náufrago posterior a Serrano, llamado Alexander Selkirk, que había naufragado y vivido durante cuatro años en el archipiélago de Juan Fernández.[cita requerida]

## Emilio Salgari y Pedro Serrano
Emilio Salgari, en su libro La Capitana del Yucatán, también recoge las peripecias de Pedro Serrano, al que describe como un valiente marinero cuya historia se remonta a mediados del siglo XVI.